# Grand Prix automobile de France 1963
GP précédent GP suivant
Le Grand Prix de France 1963 (XLIXe Grand Prix de l'A.C.F.), disputé sur le circuit de Reims-Gueux le 30 juin 1963, est la cent-quinzième épreuve du championnat du monde de Formule 1 courue depuis 1950 et la quatrième manche du championnat 1963.

## Contexte avant la course

### Championnat du monde

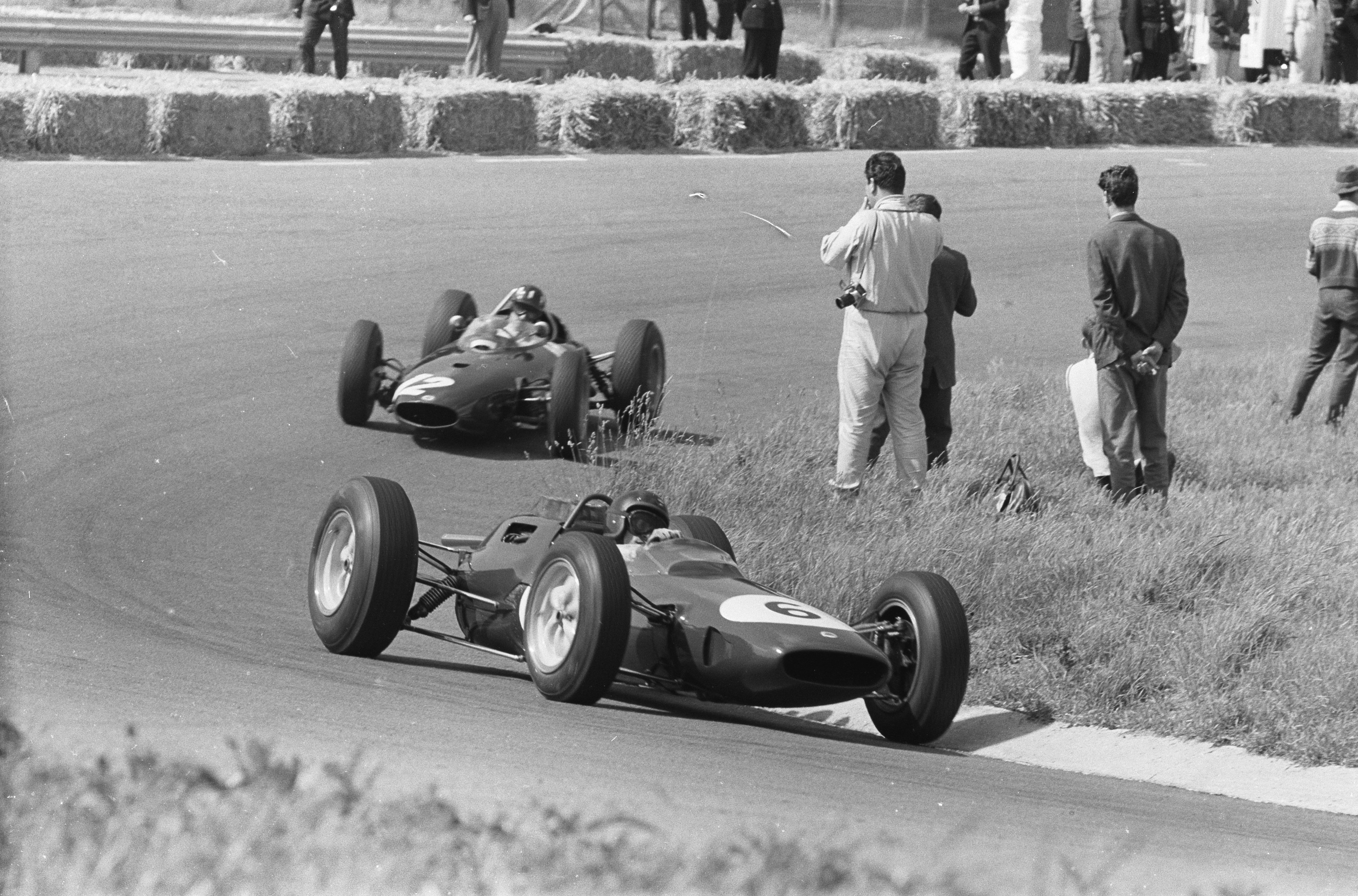
Après deux succès consécutifs en Belgique et aux Pays-Bas, Jim Clark et sa Lotus 25 (ici lors de sa chevauchée victorieuse à Zandvoort, devant la BRM de Graham Hill) sont en tête du championnat du monde.

Depuis 1961, la Formule 1 suit la réglementation 1 500 cm3 (dérivée de l'ancienne Formule 2 de la période 1957 à 1960). Initialement prévue pour une période de trois ans, la formule a été prolongée de deux années supplémentaires par la Commission sportive internationale, garantissant la stabilité technique jusqu'à fin 1965. La réglementation s'appuie sur les points suivants :
- interdiction des moteurs suralimentés
- cylindrée minimale : 1 300 cm3
- cylindrée maximale : 1 500 cm3
- poids minimal : 450 kg (à sec)
- double circuit de freinage obligatoire
- arceau de sécurité obligatoire (le haut du cerceau devant dépasser le casque du pilote)
- démarreur de bord obligatoire
- carburant commercial
- ravitaillement en huile interdit durant la course

Ayant laissé échapper le titre au profit de son compatriote Graham Hill lors de la dernière manche la saison précédente, Jim Clark est bien parti pour prendre sa revanche cette année, le pilote britannique occupant la tête du championnat après avoir largement dominé ses adversaires aux Grands Prix de Belgique et des Pays-Bas, alors qu'un incident mécanique l'avait privé de la victoire lors de la manche inaugurale à Monaco. Ayant enfin atteint un niveau de fiabilité acceptable, sa Lotus à châssis monocoque semble désormais intouchable face à la BRM du champion du monde, bien malchanceux depuis sa victoire en Principauté.

### Circuit
Traditionnellement utilisé une fois par an, au début de l'été, pour un meeting regroupant des courses de monoplaces et d'endurance, le circuit de Gueux emprunte les routes de la campagne rémoise. Son tracé, en forme de triangle, est extrêmement rapide : avant le changement de réglementation de 1961, les F1 frôlaient la barre des 300 km/h dans les deux longues lignes droites. En 1960, Jack Brabham s'était octroyé le meilleur tour en course à plus de 217 km/h de moyenne au volant de sa Cooper, record qui n'a pas été égalé depuis, la meilleure performance d'une F1 1500 cm3 étant à mettre à l'actif de Graham Hill, auteur d'un tour à 207,5 km/h de moyenne sur sa BRM lors du Grand Prix de Reims 1962.

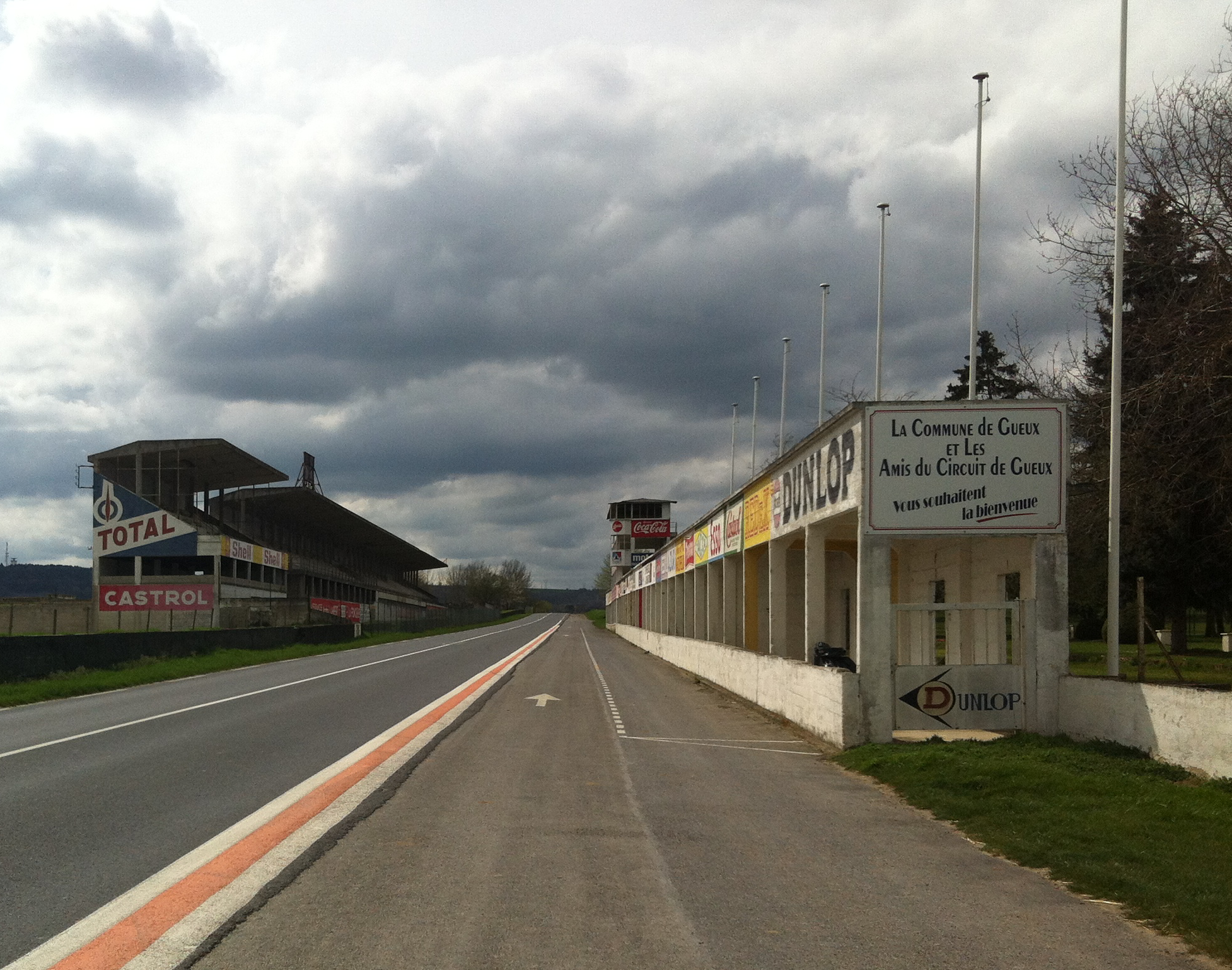
Les stands et la tribune principale du circuit de Reims-Gueux.
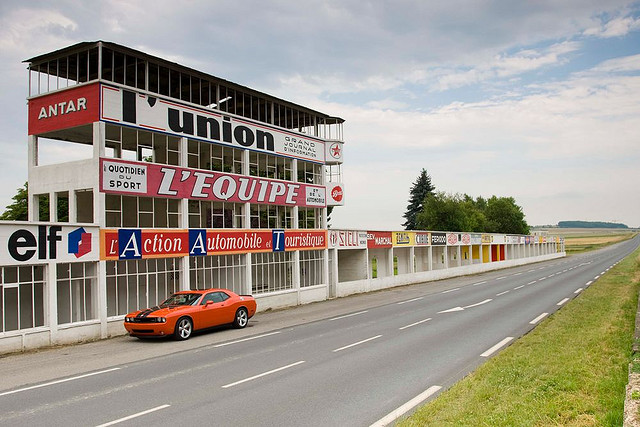
La ligne droite des stands (vue ici dans les années 2000) emprunte la départementale 27.
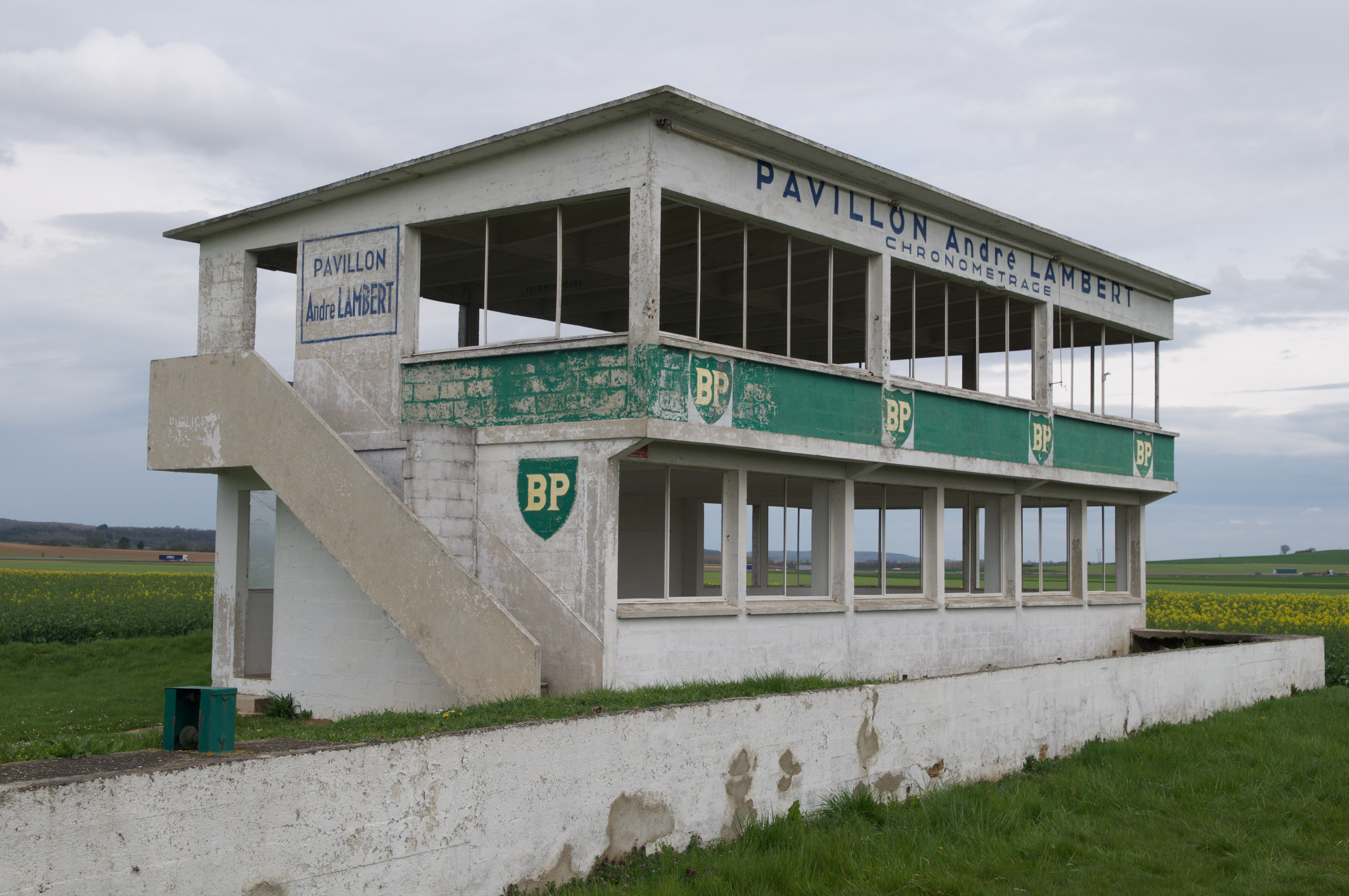
Le poste de chronométrage du circuit.
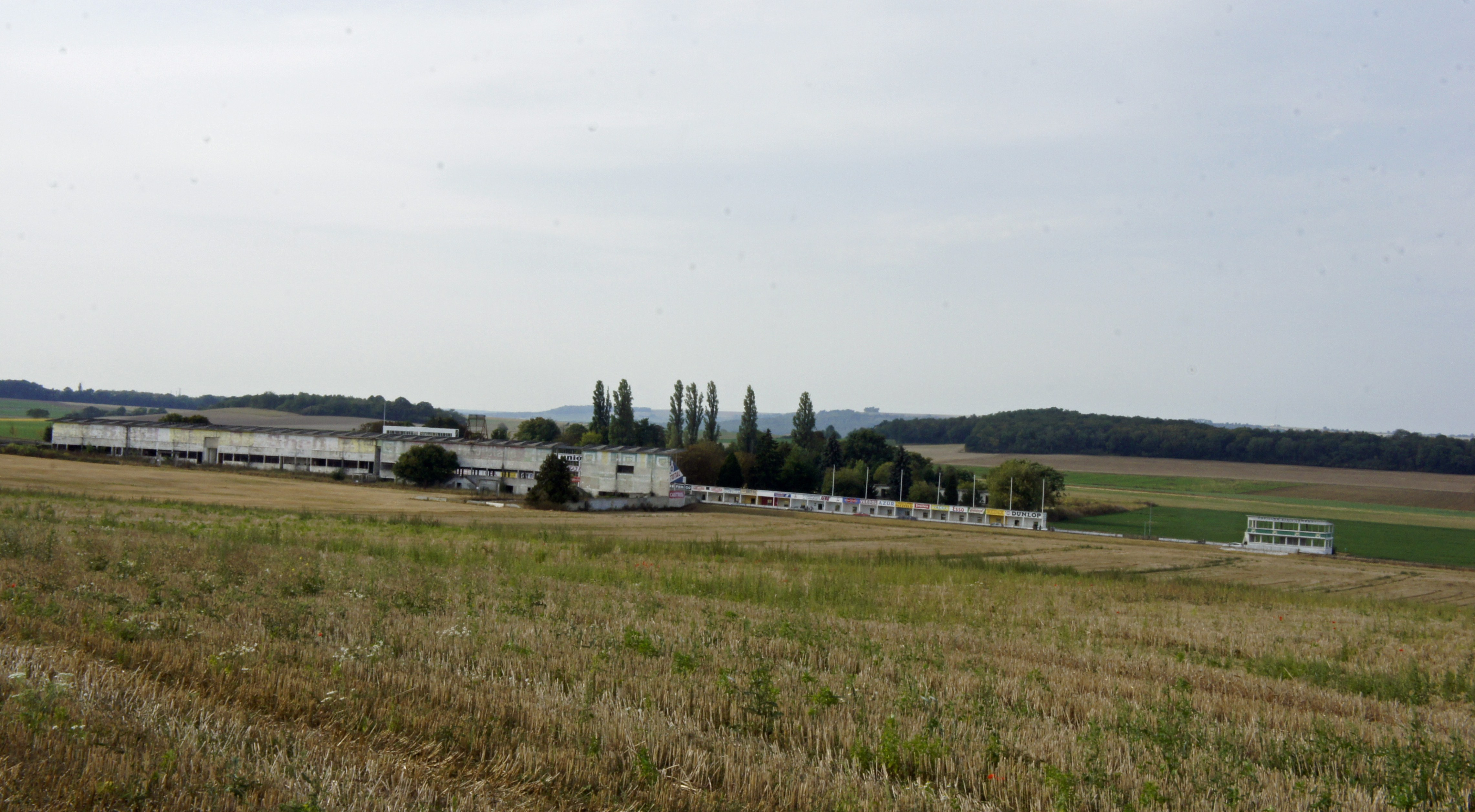
Le cadre du circuit, en pleine campagne champenoise.

## Monoplaces en lice
- BRM P57 & P61 "Usine"

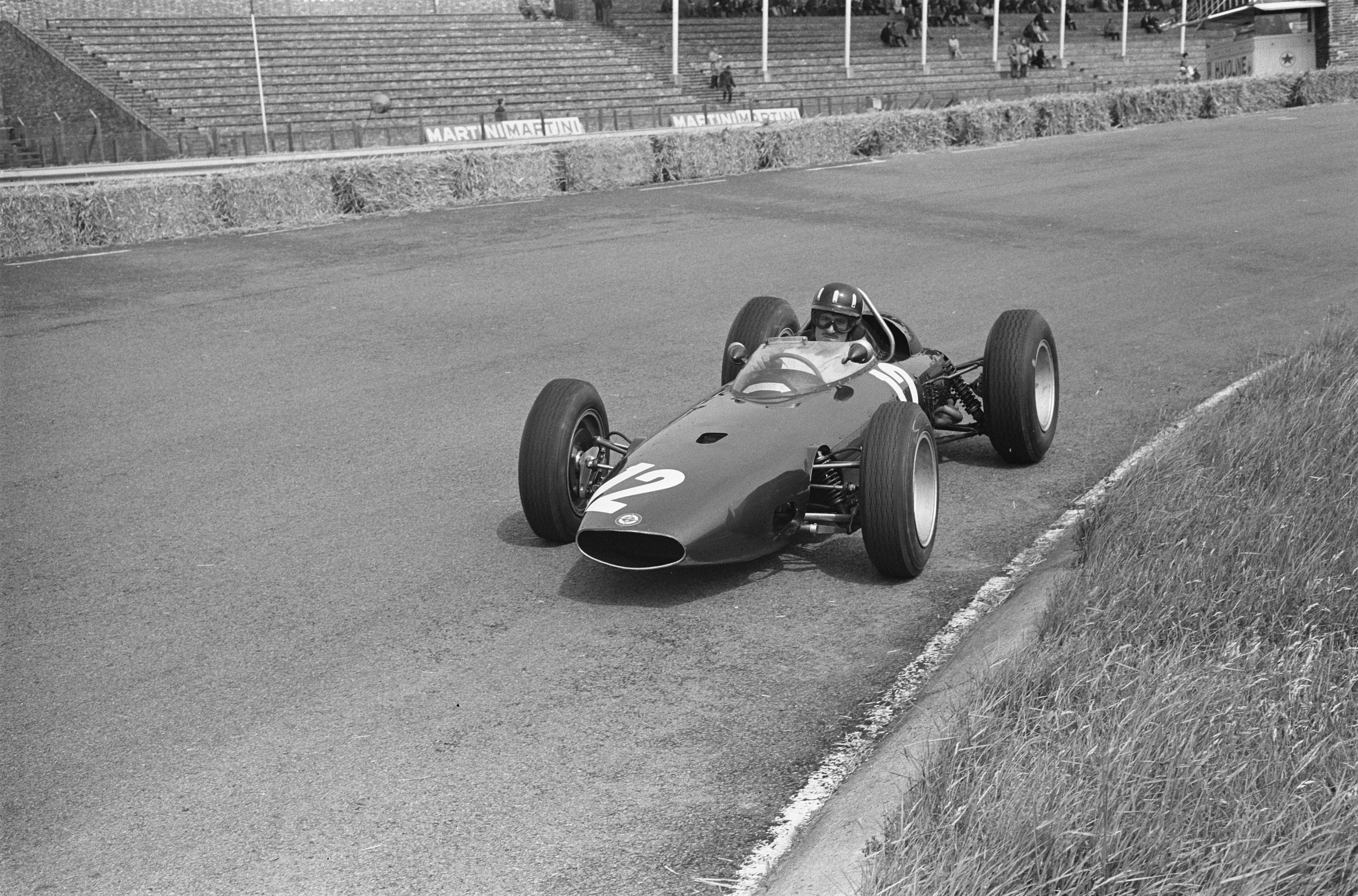
La BRM P57 (ici aux mains de Hill, à Zandvoort).

Graham Hill dispose de la nouvelle P61, brièvement testée aux essais du Grand Prix des Pays-Bas à Zandvoort, la semaine précédente. La partie centrale est à structure monocoque, mais la partie arrière est en treillis. Pesant 470 kg à vide, la P61 utilise un moteur V8 à injection indirecte Lucas développant 208 chevaux à 11000 tr/min, accouplé à une boîte de vitesses à six rapports, tous ces éléments étant réalisés en interne par le constructeur de Bourne. Hill a pu longuement essayer la voiture sur la piste de Zandvoort le lendemain de la course, et parfaire sa mise au point, notamment au niveau des suspensions. L'équipe a également amené ses deux P57 (475 kg, châssis multitubulaire), équipées du même moteur, la première (à boîte six vitesses) étant attribuée à Richie Ginther, la seconde (à boîte cinq vitesses) servant de mulet. Une troisième P57 est présente, la Scuderia Centro Sud ayant racheté l'ancienne voiture de réserve du constructeur pour son pilote Lorenzo Bandini.
- Lotus 25 "Usine"

Colin Chapman engage trois Lotus 25 pour Jim Clark, Trevor Taylor et Peter Arundell, ce dernier défendant également les couleurs de l'équipe en Formule Junior. Grâce à leur châssis monocoque, les '25' sont à la fois légères (455 kg à sec) et extrêmement rigides. Elles sont équipées d'un moteur V8 Coventry Climax FWMV, en version injection (198 chevaux à 9500 tr/min) pour les monoplaces de Clark et Taylor, en version carburateurs (184 chevaux) pour Arundell. Deux types de boîtes de vitesses sont utilisés : la boîte ZF à cinq rapports pour Clark et Arundell et la boîte Colotti à six vitesses pour Taylor.
- Lotus 24 privées

Nombreuses sont les écuries privées à utiliser les Lotus 24 à châssis tubulaire, faute de pouvoir disposer des monocoques de type 25, réservées à l'équipe officielle. La Lotus 24 peut au choix disposer du moteur V8 Climax ou du V8 BRM. Elle est aussi légère (455 kg) mais se révèle quatre fois moins rigide que la version monocoque. Reg Parnell en engage une à moteur Climax pour Maurice Trintignant, et son fils Tim une à moteur BRM pour Masten Gregory. Jim Hall pilote la 24 à moteur BRM de l'équipe BRP et Phil Hill celle de l'Écurie Filipinetti, initialement destinée à Scarfiotti ; Jo Siffert dispose d'un modèle identique, engagé et préparé par ses soins.
- Cooper T66 "Usine"

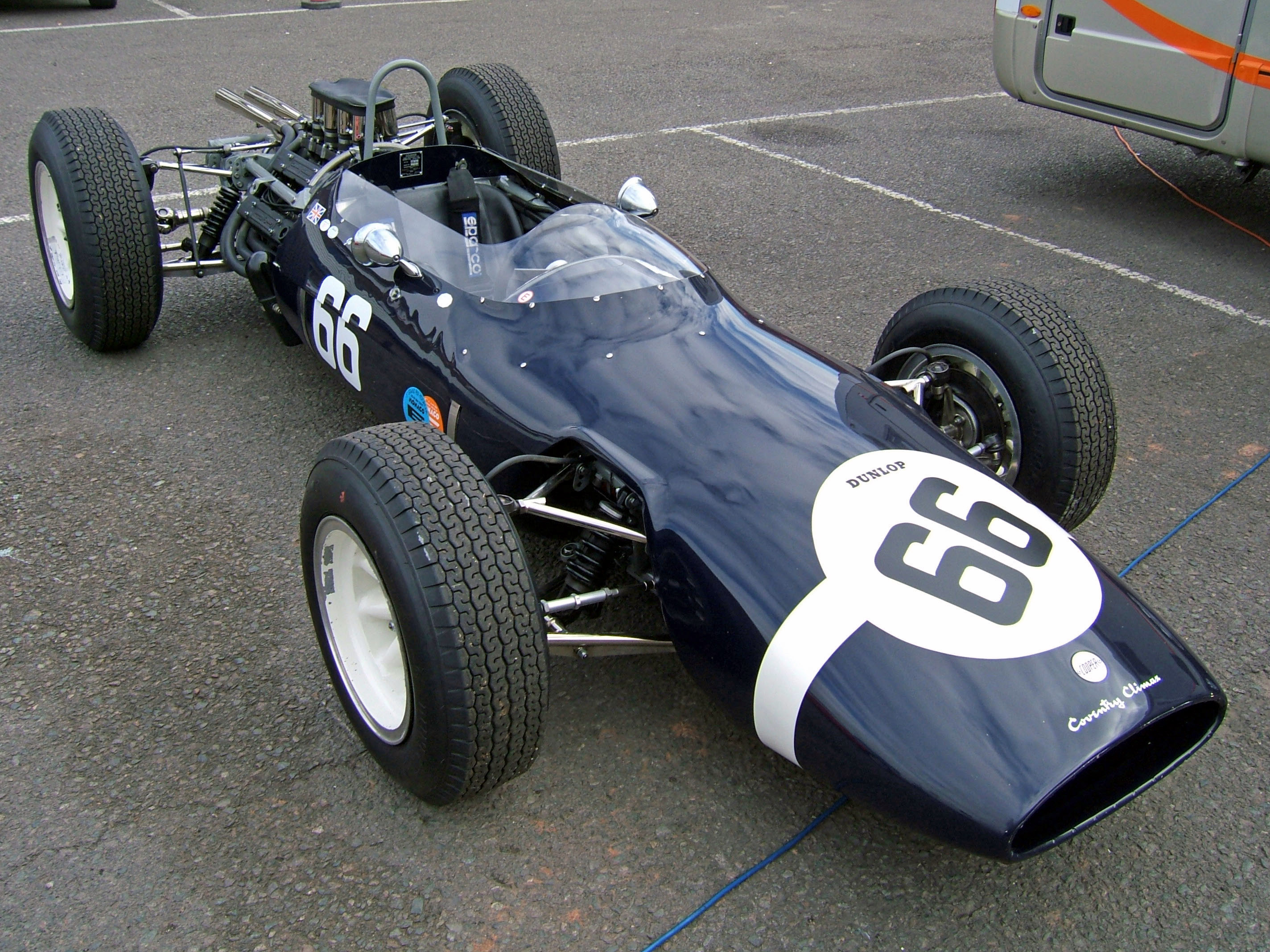
La Cooper T66 de Joakim Bonnier, aux couleurs de Rob Walker.

John Cooper dispose de ses deux T66 à moteur V8 Climax à injection pour ses pilotes habituels, Bruce McLaren et Tony Maggs. Évolution de la T60 de la saison précédente, la T66, conçue par Owen Maddock, s'articule autour d'un classique châssis tubulaire. Equipée d'une boîte de vitesses à six rapports réalisée en interne, elle pèse 460 kg à vide.
- Cooper T60 & T66 privées

Au sein de l'écurie de Rob Walker, Joakim Bonnier a le choix entre une T66 récemment acquise, à moteur V8 Climax et boîte Colotti à six rapports, et une T60 qui dispose d'un moteur identique mais avec une boîte Cooper. Seulement utilisée pour les essais à Zandvoort, la nouvelle voiture n'a encore jamais roulé en course.
- Ferrari 156 "Usine"

La Scuderia Ferrari aligne la même équipe qu'aux Pays-Bas, John Surtees étant une nouvelle fois épaulé par Ludovico Scarfiotti, en l'absence de Willy Mairesse toujours convalescent après l'incendie de sa voiture lors des 24 Heures du Mans. Tous deux pilotent des 156-63 à châssis tubulaire, la réalisation de la nouvelle monoplace à structure monocoque n'étant pas achevée. Pesant 480 kg, les 156-63 sont équipées d'un moteur V6 à injection directe Bosch, développant 200 chevaux à 10500 tr/min, et d'une boîte six vitesses.
- Brabham BT7 "Usine"

Épaulé par Dan Gurney, le pilote-constructeur Jack Brabham engage deux BT7, monoplaces à châssis multitubulaire conçues par son associé Ron Tauranac. Équipées d'un moteur V8 Climax à injection et d'une boîte de vitesses Hewland à cinq rapports, elles pèsent 470 kg à vide.
- BRP MK1 "Usine"

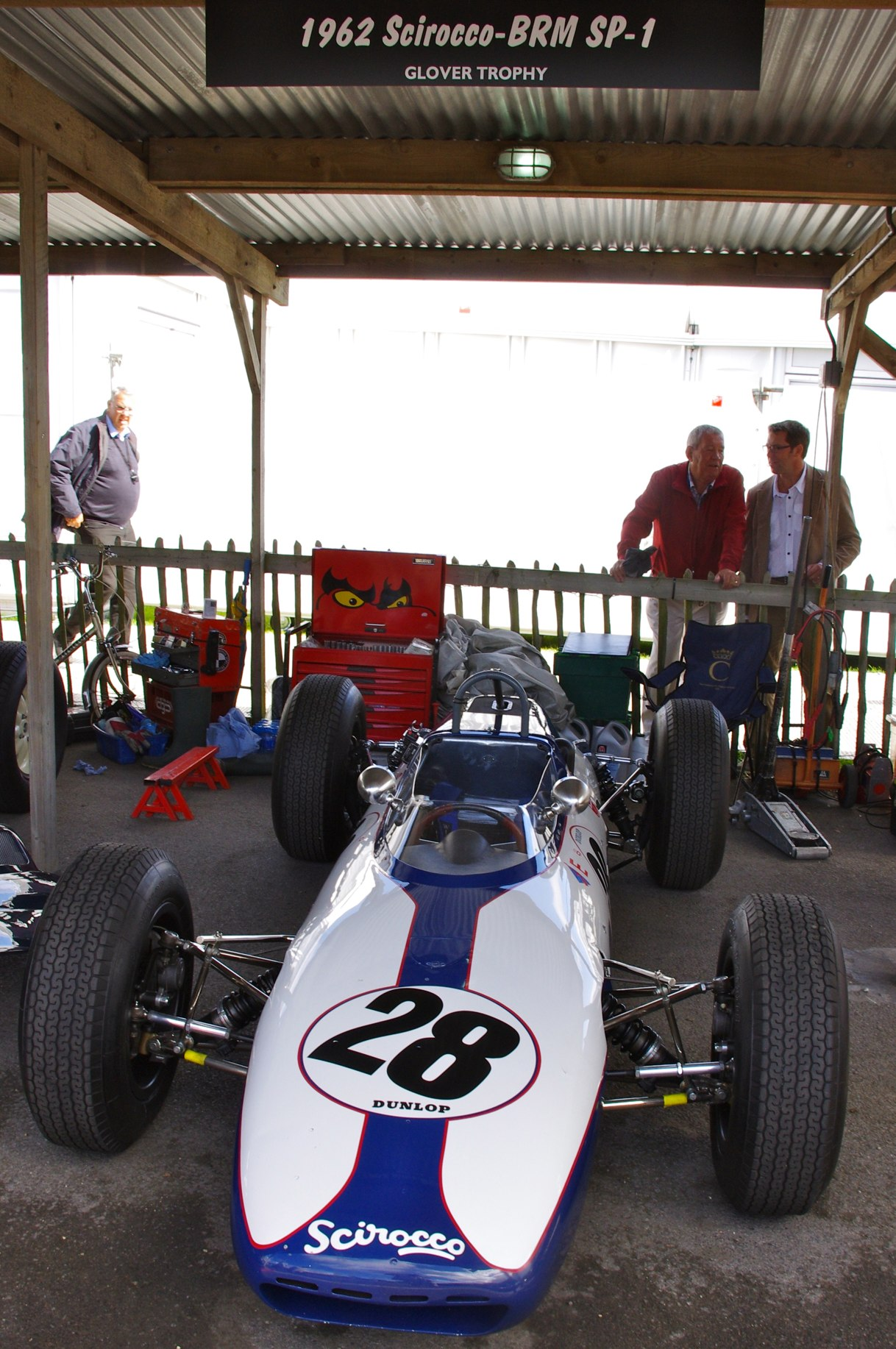
La Scirocco SP, à moteur BRM.

Jusqu'alors simple écurie engageant des Cooper ou des Lotus, le British Racing Partnership, dirigé par Alfred Moss et Ken Gregory, s'est cette saison lancé dans la construction de sa propre monoplace. Apparue au Grand Prix de Belgique, la BRP Mk1 a été dessinée par le chef mécanicien Tony Robinson, qui s'est inspiré de la Lotus 25. Pesant 475 kg à vide, la Mk1 est une monoplace à châssis monocoque équipée d'un moteur V8 BRM à injection et d'une boîte de vitesses Colotti à six rapports. Elle est aux mains de l'Écossais Innes Ireland.
- Lola Mk4 privée

Comme à Zandvoort, Reg Parnell aligne une Lola Mk4A, monoplace à châssis multitubulaire conçue par Eric Broadley. Confiée à Chris Amon, elle est équipée d'un moteur V8 Climax à carburateurs et d'une boîte de vitesses Colotti à six rapports et pèse 490 kg.
- ATS 100 "Usine"

Comme BRM, la firme Automobili Turismo e Sport a testé ses monoplaces sur la piste de Zandvoort le lendemain de la course. Jugeant que les moteurs manquaient de puissance pour le très rapide circuit de Reims-Gueux, Carlo Chiti a au dernier moment annulé son engagement et directement renvoyé ses deux ATS 100 à moteur V8 à l'usine de Sasso Marconi afin de parfaire leur mise au point. Giancarlo Baghetti est donc forfait pour le Grand Prix de France, tandis que Phil Hill a trouvé un volant de remplacement au sein de l'Écurie Filipinetti.
- Scirocco SP

Le mécène américain Hugh Powell aligne une seule Scirocco SP à moteur V8 BRM pour Tony Settember, alors que le retard pris dans la réalisation du deuxième châssis a entraîné le forfait de Ian Burgess.
- De Tomaso

La Scuderia De Tomaso avait initialement engagé sa monoplace 801, à châssis tubulaires et moteur huit cylindres à plat, pour le pilote argentin Nasif Estéfano, mais a déclaré forfait.

## Coureurs inscrits
| no | Pilote              | Écurie                      | Constructeur | Modèle         | N° châssis | Moteur                  | Pneumatiques | Commentaire                                     |
| -- | ------------------- | --------------------------- | ------------ | -------------- | ---------- | ----------------------- | ------------ | ----------------------------------------------- |
| 2  | Graham Hill         | Owen Racing Organisation    | BRM          | BRM P61        | 611        | BRM P56 V8              | D            |                                                 |
| T  | Graham Hill         | Owen Racing Organisation    | BRM          | BRM P57        | 5785       | BRM P56 V8              | D            | mulet                                           |
| 4  | Richie Ginther      | Owen Racing Organisation    | BRM          | BRM P57        | 5784       | BRM P56 V8              | D            |                                                 |
| 6  | Jack Brabham        | Brabham Racing Organisation | Brabham      | Brabham BT7    | F1-2-63    | Coventry Climax FWMV V8 | D            |                                                 |
| 8  | Dan Gurney          | Brabham Racing Organisation | Brabham      | Brabham BT7    | F1-1-63    | Coventry Climax FWMV V8 | D            |                                                 |
| 10 | Bruce McLaren       | Cooper Car Company          | Cooper       | Cooper T66     | F1-4-63    | Coventry Climax FWMV V8 | D            |                                                 |
| 12 | Tony Maggs          | Cooper Car Company          | Cooper       | Cooper T66     | F1-5-63    | Coventry Climax FWMV V8 | D            |                                                 |
| 14 | Ludovico Scarfiotti | SpA Ferrari SEFAC           | Ferrari      | Ferrari 156-63 | 156/0002   | Ferrari 178 V6 (120°)   | D            | voiture également testée par Surtees aux essais |
| 16 | John Surtees        | SpA Ferrari SEFAC           | Ferrari      | Ferrari 156-63 | 156/0003   | Ferrari 178 V6 (120°)   | D            |                                                 |
| 18 | Jim Clark           | Team Lotus                  | Lotus        | Lotus 25       | 25 R4      | Coventry Climax FWMV V8 | D            |                                                 |
| 20 | Trevor Taylor       | Team Lotus                  | Lotus        | Lotus 25       | 25 R2      | Coventry Climax FWMV V8 | D            |                                                 |
| 22 | Peter Arundell      | Team Lotus                  | Lotus        | Lotus 25       | 25 R3      | Coventry Climax FWMV V8 | D            | voiture également testée par Clark aux essais   |
| 24 | Phil Hill           | Automobili Turismo e Sport  | ATS          | ATS 100        | 100-01     | ATS V8                  | D            | forfait                                         |
| 26 | Giancarlo Baghetti  | Automobili Turismo e Sport  | ATS          | ATS 100        | 100-02     | ATS V8                  | D            | forfait                                         |
| 28 | Maurice Trintignant | Reg Parnell Racing          | Lotus        | Lotus 24       | 24-942     | Coventry Climax FWMV V8 | D            |                                                 |
| 30 | Chris Amon          | Reg Parnell Racing          | Lola         | Lola Mk4A      | BRGP-44    | Coventry Climax FWMV V8 | D            |                                                 |
| 32 | Innes Ireland       | British Racing Partnership  | BRP          | BRP MkI        | BRP/1-63   | BRM P56 V8              | D            |                                                 |
| 34 | Jim Hall            | British Racing Partnership  | Lotus        | Lotus 24       | 24-945     | BRM P56 V8              | D            |                                                 |
| 36 | Joseph Siffert      | Siffert Racing Team         | Lotus        | Lotus 24       | 24-950     | BRM P56 V8              | D            |                                                 |
| 38 | Tony Settember      | Scirocco Racing Cars        | Scirocco     | Scirocco SP    | SP-1-63    | BRM P56 V8              | D            | forfait                                         |
| 40 | Ian Burgess         | Scirocco Racing Cars        | Scirocco     | Scirocco SP    | SP-2-63    | BRM P56 V8              | D            | forfait                                         |
| 42 | Phil Hill           | Écurie Filipinetti          | Lotus        | Lotus 24       | 24-951     | BRM P56 V8              | D            | voiture initialement destinée à Scarfiotti      |
| 44 | Joakim Bonnier      | Rob Walker Racing Team      | Cooper       | Cooper T60     | F1-18-61   | Coventry Climax FWMV V8 | D            |                                                 |
| 44 | Joakim Bonnier      | Rob Walker Racing Team      | Cooper       | Cooper T66     | F1-2-63    | Coventry Climax FWMV V8 | D            | mulet                                           |
| 46 | Lorenzo Bandini     | Scuderia Centro Sud         | BRM          | BRM P57        | 5781       | BRM P56 V8              | D            |                                                 |
| 48 | Masten Gregory      | Tim Parnell                 | Lotus        | Lotus 24       | 24-952     | BRM P56 V8              | D            |                                                 |
| 50 | Nasif Estéfano      | Scuderia De Tomaso          | De Tomaso    | De Tomaso 801  | F1-801     | De Tomaso F8            | D            | forfait                                         |

## Qualifications
Trois séances qualificatives sont programmées, les après-midis des mercredi, jeudi et vendredi précédant la course.

### Première séance - mercredi 26 juin
Il est dix-huit heures trente lorsque débute la première session de qualifications, le mercredi. Trois jours seulement se sont écoulés depuis le Grand Prix des Pays-Bas, aussi beaucoup d'équipes ne sont-elles pas encore arrivées ; c'est le cas de Brabham et de BRP, ainsi que de la plupart des écuries privées. Les Lotus officielles se montrent d'emblée très compétitives, et Jim Clark domine la séance, qu'il achève avec un tour à près de 212 km/h de moyenne, améliorant de trois secondes le meilleur temps réalisé par Graham Hill (sur BRM) aux essais du Grand Prix de Reims 1962. Clark devance de plus de deux secondes son coéquipier Trevor Taylor et de plus de trois John Surtees, qui, mécontent du rendement de sa Ferrari, a emprunté celle de Ludovico Scarfiotti. Habituellement aux avant-postes, Graham Hill n'a cette fois pu défendre ses chances en cette première journée, un problème de soupape mettant fin à sa séance après seulement quelques kilomètres au volant de sa nouvelle BRM. Troisième pilote du Team Lotus, Peter Arundell n'a pu effectuer que quelques tours avant que les organisateurs ne l'empêchent de continuer, le règlement ne lui permettant pas de disputer à la fois la course de Formule Junior et celle de Formule 1.
| Pos. | Pilote              | Écurie        | Temps        | Écart    |
| ---- | ------------------- | ------------- | ------------ | -------- |
| 1    | Jim Clark           | Lotus-Climax  | 2 min 21 s 0 |          |
| 2    | Trevor Taylor       | Lotus-Climax  | 2 min 23 s 7 | + 2 s 7  |
| 3    | John Surtees        | Ferrari       | 2 min 24 s 4 | + 3 s 4  |
| 4    | Tony Maggs          | Cooper-Climax | 2 min 24 s 5 | + 3 s 5  |
| 5    | Bruce McLaren       | Cooper-Climax | 2 min 25 s 1 | + 4 s 1  |
| 6    | Joakim Bonnier      | Cooper-Climax | 2 min 26 s 5 | + 5 s 5  |
| 7    | Richie Ginther      | BRM           | 2 min 26 s 8 | + 5 s 8  |
| 8    | Jo Siffert          | Lotus-BRM     | 2 min 26 s 9 | + 5 s 9  |
| 9    | Ludovico Scarfiotti | Ferrari       | 2 min 27 s 0 | + 6 s 0  |
| 10   | Peter Arundell      | Lotus-Climax  | 2 min 28 s 5 | + 7 s 5  |
| 11   | Graham Hill         | BRM           | 3 min 13 s 4 | + 52 s 4 |

### Deuxième séance - jeudi 27 juin

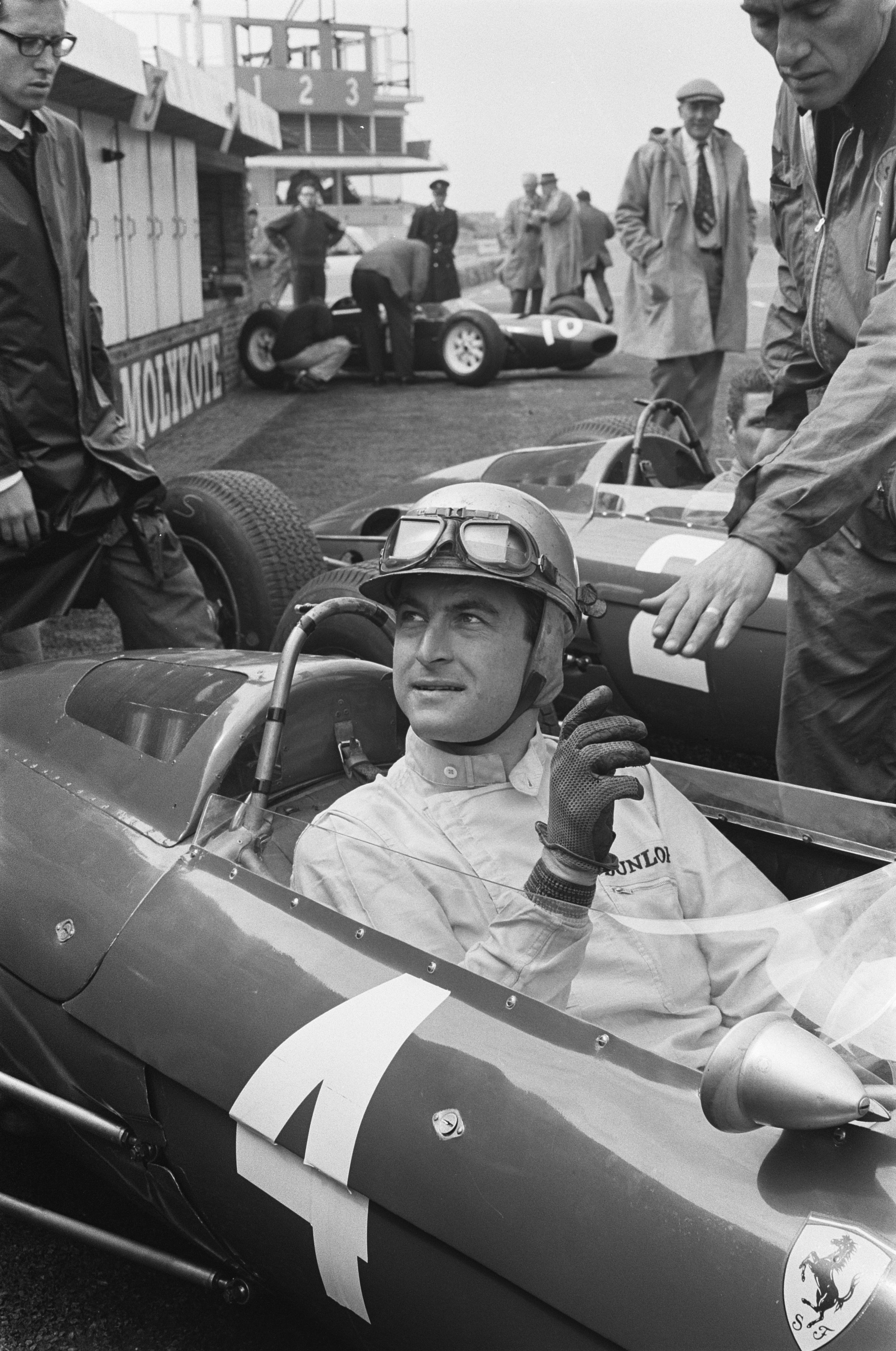
Ayant endommagé sa Ferrari en fin de séance, Ludovico Scarfiotti (vu ici dans les stands de Zandvoort) ne pourra participer au Grand prix.

La session du jeudi après-midi se déroule sous la pluie et les pilotes Lotus vont boycotter les essais. John Surtees va se montrer régulièrement le plus rapide sur la piste mouillée au volant de sa Ferrari, avec un meilleur tour à 194 km/h de moyenne, battant de deux secondes et demie Graham Hill dont le moteur a été réparé. En fin de séance, Ludovico Scarfiotti est victime d'une sérieuse sortie de route dans la courbe rapide de la RN31 ; sa Ferrari est trop endommagée pour être réparée sur place, aussi le pilote italien, légèrement blessé aux genoux, devra-t-il déclarer forfait pour la course.
| Pos. | Pilote              | Écurie         | Temps        | Écart    |
| ---- | ------------------- | -------------- | ------------ | -------- |
| 1    | John Surtees        | Ferrari        | 2 min 33 s 8 |          |
| 2    | Graham Hill         | BRM            | 2 min 36 s 4 | + 2 s 6  |
| 3    | Jack Brabham        | Brabham-Climax | 2 min 39 s 2 | + 5 s 4  |
| 4    | Richie Ginther      | BRM            | 2 min 40 s 0 | + 6 s 2  |
| 5    | Joakim Bonnier      | Cooper-Climax  | 2 min 40 s 5 | + 6 s 7  |
| 6    | Ludovico Scarfiotti | Ferrari        | 2 min 41 s 6 | + 7 s 8  |
| 7    | Innes Ireland       | BRP-BRM        | 2 min 41 s 8 | + 8 s 0  |
| 8    | Maurice Trintignant | Lotus-Climax   | 2 min 49 s 5 | + 15 s 7 |
| 9    | Chris Amon          | Lola-Climax    | 2 min 53 s 1 | + 19 s 3 |
| 10   | Tony Settember      | Scirocco-BRM   | 2 min 54 s 5 | + 20 s 7 |
| 11   | Dan Gurney          | Brabham-Climax | 3 min 02 s 4 | + 28 s 6 |
| 12   | Jim Hall            | Lotus-BRM      | 3 min 25 s 2 | + 51 s 4 |

### Troisième séance - vendredi 28 juin
La piste est de nouveau sèche pour la séance du vendredi après-midi. Clark affiche encore une fois sa supériorité, améliorant de près d'une seconde sa performance du mercredi en tournant à plus de 213 km/h de moyenne. Tout d'abord retardé par des problèmes d'embrayage, Graham Hill parvient à tirer le meilleur de sa nouvelle BRM, s'approchant à sept dixièmes de seconde de l'Écossais. Troisième sur sa Brabham, Dan Gurney complète la première ligne. Surtees et Jack Brabham ont réalisé un temps identique, à deux dixièmes de seconde de l'Américain, et partiront en deuxième ligne.
| Pos. | Pilote              | Écurie         | Temps        | Écart    |
| ---- | ------------------- | -------------- | ------------ | -------- |
| 1    | Jim Clark           | Lotus-Climax   | 2 min 20 s 2 |          |
| 2    | Graham Hill         | BRM            | 2 min 20 s 9 | + 0 s 7  |
| 3    | Dan Gurney          | Brabham-Climax | 2 min 21 s 7 | + 1 s 5  |
| 4    | John Surtees        | Ferrari        | 2 min 21 s 9 | + 1 s 7  |
| 5    | Jack Brabham        | Brabham-Climax | 2 min 21 s 9 | + 1 s 7  |
| 6    | Bruce McLaren       | Cooper-Climax  | 2 min 22 s 5 | + 2 s 3  |
| 7    | Tony Maggs          | Cooper-Climax  | 2 min 24 s 4 | + 4 s 2  |
| 8    | Trevor Taylor       | Lotus-Climax   | 2 min 25 s 1 | + 4 s 9  |
| 9    | Innes Ireland       | BRP-BRM        | 2 min 25 s 1 | + 4 s 9  |
| 10   | Joseph Siffert      | Lotus-BRM      | 2 min 25 s 2 | + 5 s 0  |
| 11   | Joakim Bonnier      | Cooper-Climax  | 2 min 25 s 7 | + 5 s 5  |
| 12   | Richie Ginther      | BRM            | 2 min 25 s 9 | + 5 s 7  |
| 13   | Phil Hill           | Lotus-BRM      | 2 min 27 s 7 | + 7 s 5  |
| 14   | Maurice Trintignant | Lotus-Climax   | 2 min 28 s 3 | + 8 s 1  |
| 15   | Chris Amon          | Lola-Climax    | 2 min 30 s 5 | + 10 s 3 |
| 16   | Jim Hall            | Lotus-BRM      | 2 min 30 s 9 | + 10 s 7 |
| 17   | Masten Gregory      | Lotus-BRM      | 2 min 33 s 2 | + 13 s 0 |
| 18   | Tony Settember      | Scirocco-BRM   | 2 min 36 s 7 | + 16 s 5 |
| 19   | Lorenzo Bandini     | BRM            | 2 min 37 s 8 | + 17 s 6 |

### Tableau final des qualifications

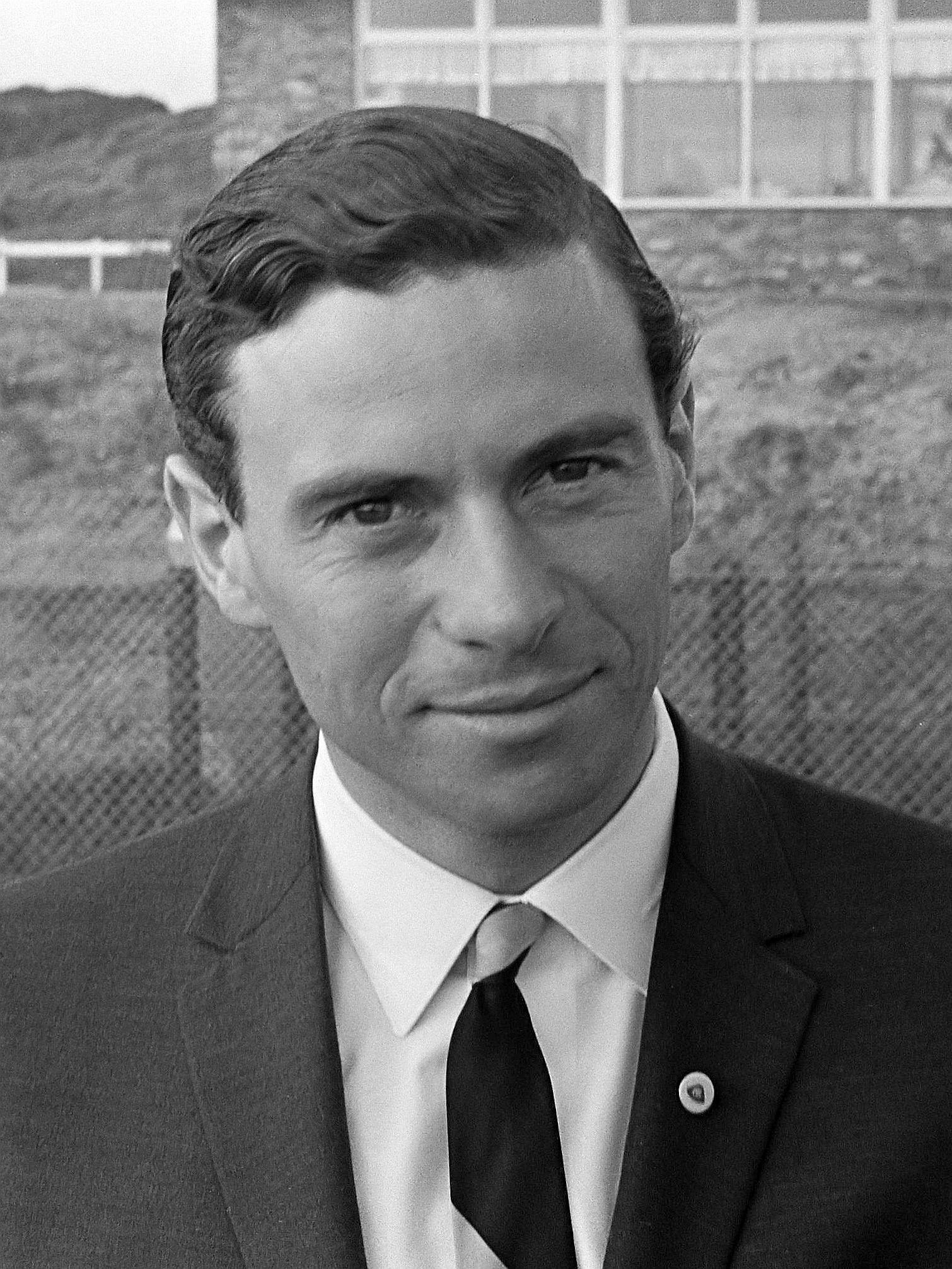
Jim Clark, une nouvelle fois le plus rapide aux essais.

| Pos. | Pilote              | Écurie         | Temps        | Écart    | Commentaire               |
| ---- | ------------------- | -------------- | ------------ | -------- | ------------------------- |
| 1    | Jim Clark           | Lotus-Climax   | 2 min 20 s 2 |          | temps réalisé le vendredi |
| 2    | Graham Hill         | BRM            | 2 min 20 s 9 | + 0 s 7  | temps réalisé le vendredi |
| 3    | Dan Gurney          | Brabham-Climax | 2 min 21 s 7 | + 1 s 5  | temps réalisé le vendredi |
| 4    | John Surtees        | Ferrari        | 2 min 21 s 9 | + 1 s 7  | temps réalisé le vendredi |
| 5    | Jack Brabham        | Brabham-Climax | 2 min 21 s 9 | + 1 s 7  | temps réalisé le vendredi |
| 6    | Bruce McLaren       | Cooper-Climax  | 2 min 22 s 5 | + 2 s 3  | temps réalisé le vendredi |
| 7    | Trevor Taylor       | Lotus-Climax   | 2 min 23 s 7 | + 3 s 5  | temps réalisé le mercredi |
| 8    | Tony Maggs          | Cooper-Climax  | 2 min 24 s 4 | + 4 s 2  | temps réalisé le vendredi |
| 9    | Innes Ireland       | BRP-BRM        | 2 min 25 s 1 | + 4 s 9  | temps réalisé le vendredi |
| 10   | Joseph Siffert      | Lotus-BRM      | 2 min 25 s 2 | + 5 s 0  | temps réalisé le vendredi |
| 11   | Joakim Bonnier      | Cooper-Climax  | 2 min 25 s 7 | + 5 s 5  | temps réalisé le vendredi |
| 12   | Richie Ginther      | BRM            | 2 min 25 s 9 | + 5 s 7  | temps réalisé le vendredi |
| 13   | Ludovico Scarfiotti | Ferrari        | 2 min 27 s 0 | + 6 s 8  | temps réalisé le mercredi |
| 14   | Phil Hill           | Lotus-BRM      | 2 min 27 s 7 | + 7 s 5  | temps réalisé le vendredi |
| 15   | Maurice Trintignant | Lotus-Climax   | 2 min 28 s 3 | + 8 s 1  | temps réalisé le vendredi |
| 16   | Peter Arundell      | Lotus-Climax   | 2 min 28 s 5 | + 8 s 3  | temps réalisé le mercredi |
| 17   | Chris Amon          | Lola-Climax    | 2 min 30 s 5 | + 10 s 3 | temps réalisé le vendredi |
| 18   | Jim Hall            | Lotus-BRM      | 2 min 30 s 9 | + 10 s 7 | temps réalisé le vendredi |
| 19   | Masten Gregory      | Lotus-BRM      | 2 min 33 s 2 | + 13 s 0 | temps réalisé le vendredi |
| 20   | Tony Settember      | Scirocco-BRM   | 2 min 36 s 7 | + 16 s 5 | temps réalisé le vendredi |
| 21   | Lorenzo Bandini     | BRM            | 2 min 37 s 8 | + 17 s 6 | temps réalisé le vendredi |

## Grille de départ du Grand Prix
| 1re ligne | Pos. 3                          |                            | Pos. 2                     |                                | Pos. 1                      |
|           | Gurney Brabham 2 min 21 s 7     |                            | G. Hill BRM 2 min 20 s 9   |                                | Clark Lotus 2 min 20 s 2    |
| 2e ligne  |                                 | Pos. 5                     |                            | Pos. 4                         |                             |
|           |                                 | Brabham 2 min 21 s 9       |                            | Surtees Ferrari 2 min 21 s 9   |                             |
| 3e ligne  | Pos. 8                          |                            | Pos. 7                     |                                | Pos. 6                      |
|           | Maggs Cooper 2 min 24 s 4       |                            | Taylor Lotus 2 min 23 s 7  |                                | McLaren Cooper 2 min 22 s 5 |
| 4e ligne  |                                 | Pos. 10                    |                            | Pos. 9                         |                             |
|           |                                 | Siffert Lotus 2 min 25 s 2 |                            | Ireland BRP 2 min 25 s 1       |                             |
| 5e ligne  | Pos. 13                         |                            | Pos. 12                    |                                | Pos. 11                     |
|           | P. Hill Lotus 2 min 27 s 7      |                            | Ginther BRM 2 min 25 s 9   |                                | Bonnier Cooper 2 min 25 s 7 |
| 6e ligne  |                                 | Pos. 15                    |                            | Pos. 14                        |                             |
|           |                                 | Amon Lola 2 min 30 s 5     |                            | Trintignant Lotus 2 min 28 s 3 |                             |
| 7e ligne  | Pos. 18                         |                            | Pos. 17                    |                                | Pos. 16                     |
|           | Settember Scirocco 2 min 36 s 7 |                            | Gregory Lotus 2 min 33 s 2 |                                | Hall Lotus 2 min 30 s 9     |
| 8e ligne  |                                 |                            | Pos. 19                    |                                |                             |
|           |                                 |                            | Bandini BRM 2 min 37 s 8   |                                |                             |

- Ayant réalisé le treizième temps des essais au volant de sa Ferrari, Ludovico Scarfiotti a déclaré forfait, après avoir détruit sa monoplace lors de deuxième séance de qualifications. Troisième pilote du Team Lotus, Peter Arundell (également inscrit pour la course de Formule Junior) n'a pas été autorisé à participer au Grand Prix, la Fédération internationale de l'automobile ne permettant pas un pilote de concourir le même jour dans les deux catégories. Le temps réalisé par le Britannique lors de la première journée d'essais lui aurait valu la seizième place sur la grille de départ, finalement réduite à dix-neuf voitures[1].

## Déroulement de la course
Il a plu dans la matinée du dimanche, mais en début d'après-midi, malgré un ciel couvert la piste a séché. Au signal de démarrage des moteurs, Graham Hill, placé en milieu de première ligne, ne parvient pas à mettre en route sa BRM ; voyant le bras levé du pilote britannique, le directeur de course Raymond Roche autorise alors les mécaniciens de l'équipe britannique à démarrer la monoplace « à la poussette » avant de la ramener au centre de la première ligne de la grille, alors que le règlement international prévoit que la voiture soit poussée après le départ des autres concurrents. Ayant également calé, les Lotus de Phil Hill et Masten Gregory ne pourront s'élancer et partiront poussées par leurs mécaniciens, derrière tout le peloton. Jim Clark prend un envol parfait sur sa Lotus et négocie la courbe sud avec déjà deux longueurs d'avance sur la Brabham de Dan Gurney et la BRM de Graham Hill. Personne ne semble en mesure de suivre son rythme du pilote écossais et à la fin du premier tour, le peloton, toujours emmené par Gurney et Hill, compte trois secondes de retard sur lui. Clark continue à se détacher tandis que ses poursuivants se disputent âprement la deuxième place. Alors que Hill ne semble pas très à l'aise au volant de la nouvelle BRM dont la tenue de route laisse à désirer, son coéquipier Richie Ginther déborde les trois voitures qui le précèdent et prend bientôt la tête du groupe de chasse. Il ne s'y maintient que durant deux tours, avant qu'une pierre ne vienne percer son radiateur et ne l'oblige à regagner son stand pour y abandonner. Auteur d'une superbe remontée après un départ manqué, Surtees (sur Ferrari) s'est joint au groupe de chasse, au coude à coude avec Gurney et son coéquipier Jack Brabham, une dizaine de secondes derrière Clark. Gurney va cependant devoir s'arrêter à son stand à la fin du sixième tour pour remplacer son levier de vitesses cassé, laissant Surtees et Brabham se disputer la deuxième place, suivis de très près par le reste du peloton. Après dix tours, alors que Clark a porté son avance à quinze secondes, Surtees et Brabham sont toujours roues contre roues, précédant de peu la lotus de Trevor Taylor et la Cooper de Bruce McLaren, quand la Ferrari semble soudain manquer de puissance ; le Britannique doit à son tour regagner son stand pour tenter de faire réparer sa pompe a essence. Il va en repartir très attardé, pour abandonner presque aussitôt.
Clark creuse encore l'écart. Il accomplit le douzième tour à 211 km/h de moyenne, établissant un nouveau record et portant son avance sur Brabham à près de vingt secondes. C'est alors que son moteur commence à avoir des ratés, perdant de sa puissance à haut régime. Brabham, roulant de concert avec son coéquipier Gurney (qui compte un tour de retard), commence alors à réduire l'écart sur la Lotus de tête. Malgré ses ennuis, Clark parvient à perdre un minimum de temps, regagnant dans les courbes une partie de son handicap en ligne droite. Au vingtième tour, il conserve douze secondes d'avance sur son suivant immédiat. Sur la deuxième Lotus, Taylor, bien qu'inquiété par une légère fuite d'huile, se maintient en troisième position devant la Cooper de McLaren et la BRM de Hill. Utilisant désormais son moteur dans une plage de régimes un peu moins élevés, Clark minimise son handicap de puissance et parvient à stabiliser l'écart sur Brabham, qui est maintenant sous la menace directe de Taylor, revenu dans ses roues. À la mi-course, Taylor parvient à se porter au niveau de Brabham, les deux hommes se trouvant à quinze secondes de Clark qui a réussi à reprendre un peu de champ malgré ses problèmes mécaniques. Brabham réagit et réussit à conserver l'avantage sur Taylor, reprenant bientôt une seconde d'avance sur lui. Alors que Hill vient de dépasser McLaren, dont le moteur a perdu de sa puissance,  pour le gain de la quatrième place, une averse soudaine s'abat sur le circuit. Elle va durer une dizaine de minutes, permettant à Clark d'accroître son avance sur Brabham. En proie à des problèmes d'alternateur, Taylor doit rentrer au stand pour monter une batterie neuve, perdant toute chance de bien figurer. Hill est maintenant troisième devant McLaren, qui précède de peu son coéquipier Tony Maggs, auteur d'une course très régulière. La pluie s'estompe progressivement ; Brabham, dont le retard sur Clark est monté à vingt-sept secondes, passe alors à l'attaque et en quelques tours revient à moins de vingt secondes de la Lotus de tête. L'Australien ne sera cependant pas récompensé de ses efforts, une panne d'allumage l'immobilisant sur le circuit au cours du quarante-et-unième tour. Le pilote constructeur va perdre deux minutes avant d'identifier la panne, un fil d'allumage déconnecté qu'il parvient à rebrancher correctement au moment où Clark repasse devant lui. Désormais sixième derrière son coéquipier Gurney, Brabham repart le couteau entre les dents. C'est maintenant Hill qui occupe la deuxième place devant les Cooper de McLaren et Maggs, loin derrière Clark qui commence alors réduire l'allure afin de ménager son moteur. Maggs se retrouve peu après troisième, son coéquipier devant renoncer, allumage défaillant. Le Sud-Africain est en réalité deuxième, la direction de course ayant pris la décision d'infliger une minute de pénalisation aux trois voitures poussées au départ, rétrogradant Hill en troisième position. Cette décision n'affectera pas le classement final, Hill, ralenti en fin de course par des problèmes d'embrayage, se faisant dépasser par Maggs à deux tours de la fin. Le champion du monde conserve de justesse sa troisième place, malgré sa pénalité, Brabham étant revenu à une minute et une seconde de la BRM après avoir dépassé son coéquipier Gurney et s'être dédoublé sur Clark. Ce dernier a réussi à préserver son moteur jusqu'au bout, malgré deux ressorts de soupape cassés, et remporte sa troisième victoire consécutive, prenant une sérieuse option sur le titre mondial. Premier pilote privé, Jo Siffert accède à une belle sixième place au volant de sa Lotus.

### Classements intermédiaires
Classements intermédiaires des monoplaces aux premier, deuxième, cinquième, dixième, quinzième, vingtième, trentième, quarantième et cinquantième tours,.

### Classement de la course

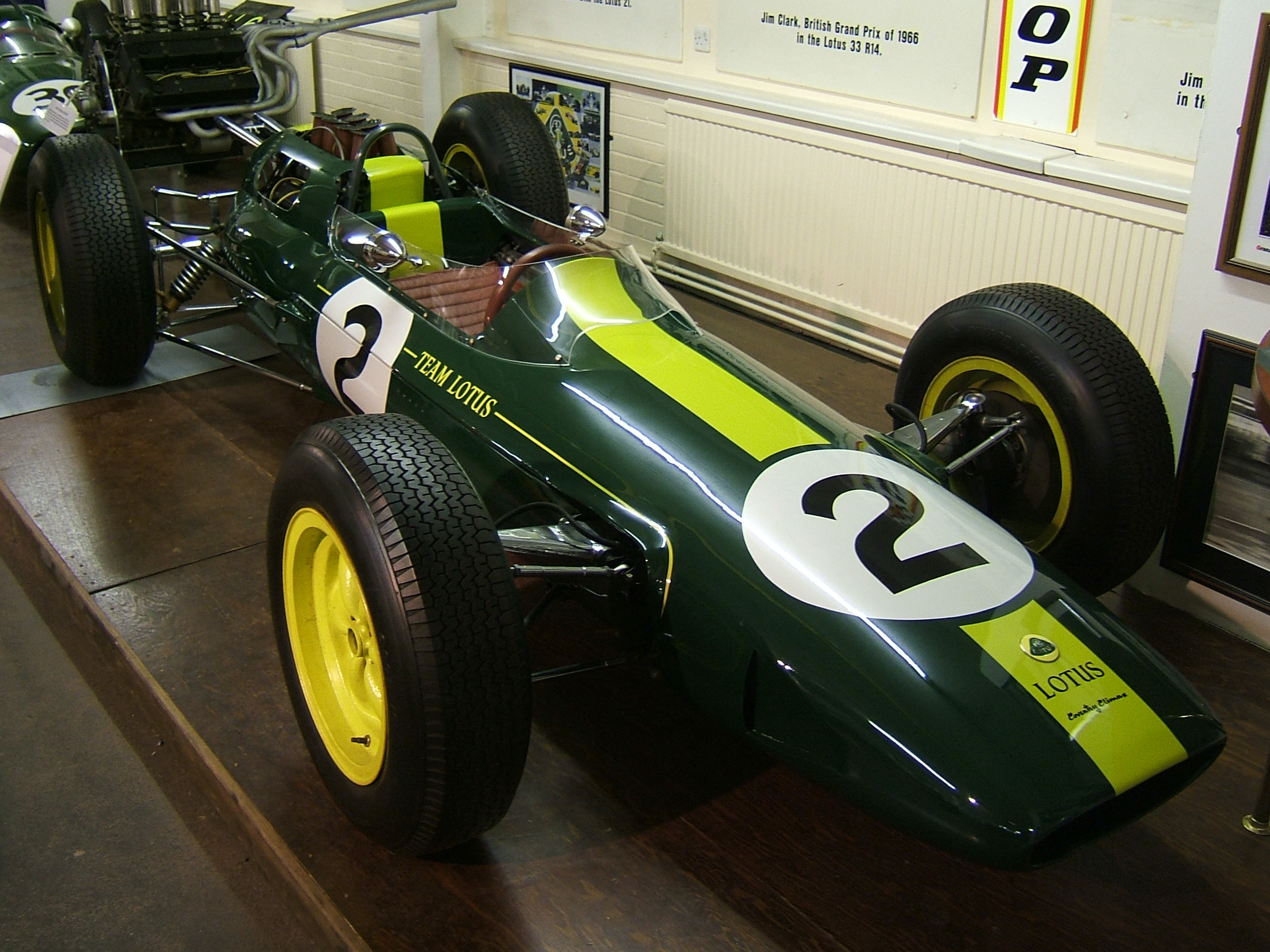
Troisième victoire consécutive pour la Lotus 25, aux mains de Jim Clark.

| Pos  | N° | Pilote              | Écurie         | Tours | Temps/Abandon                      | Grille | Points |
| ---- | -- | ------------------- | -------------- | ----- | ---------------------------------- | ------ | ------ |
| 1    | 18 | Jim Clark           | Lotus-Climax   | 53    | 2 h 10 min 54 s 3                  | 1      | 9      |
| 2    | 12 | Tony Maggs          | Cooper-Climax  | 53    | 2 h 11 min 59 s 2 (+ 1 min 04 s 9) | 8      | 6      |
| 3    | 2  | Graham Hill         | BRM            | 53    | 2 h 13 min 08 s 2 (+ 2 min 13 s 9) | 2      |        |
| 4    | 6  | Jack Brabham        | Brabham-Climax | 53    | 2 h 13 min 09 s 5 (+ 2 min 15 s 2) | 5      | 3      |
| 5    | 8  | Dan Gurney          | Brabham-Climax | 53    | 2 h 13 min 27 s 7 (+ 2 min 33 s 4) | 3      | 2      |
| 6    | 36 | Jo Siffert          | Lotus-BRM      | 52    | 2 h 13 min 13 s 7 (+ 1 tour)       | 10     | 1      |
| 7    | 30 | Chris Amon          | Lola-Climax    | 51    | 2 h 12 min 33 s 2 (+ 2 tours)      | 15     |        |
| 8    | 28 | Maurice Trintignant | Lotus-Climax   | 50    | 2 h 11 min 48 s 2 (+ 3 tours)      | 14     |        |
| 9    | 32 | Innes Ireland       | BRP-BRM        | 49    | 2 h 12 min 38 s 3 (+ 4 tours)      | 9      |        |
| 10   | 46 | Lorenzo Bandini     | BRM            | 45    | 2 h 13 min 13 s 9 (+ 8 tours)      | 19     |        |
| 11   | 34 | Jim Hall            | Lotus-BRM      | 45    | 2 h 13 min 17 s 8 (+ 8 tours)      | 16     |        |
| 12   | 10 | Bruce McLaren       | Cooper-Climax  | 42    | Allumage                           | 6      |        |
| 13   | 20 | Trevor Taylor       | Lotus-Climax   | 41    | Suspension                         | 7      |        |
| Nc   | 42 | Phil Hill           | Lotus-BRM      | 34    | 2 h 11 min 22 s 3 (non classé)     | 13     |        |
| Nc   | 44 | Jo Bonnier          | Cooper-Climax  | 32    | 2 h 11 min 41 s 4 (non classé)     | 11     |        |
| Abd. | 48 | Masten Gregory      | Lotus-BRM      | 30    | Boîte de vitesses                  | 17     |        |
| Abd. | 16 | John Surtees        | Ferrari        | 12    | Pompe à essence                    | 4      |        |
| Abd. | 38 | Tony Settember      | Scirocco-BRM   | 5     | Roulement de roue                  | 18     |        |
| Abd. | 4  | Richie Ginther      | BRM            | 4     | Radiateur                          | 12     |        |

Légende :
- Abd.=Abandon

### Pole position et record du tour
- Pole position :  Jim Clark en 2 min 20 s 2 (vitesse moyenne : 213,175 km/h). Temps réalisé lors de la séance d'essais du vendredi 28 juin[1].
- Meilleur tour en course :  Jim Clark en 2 min 21 s 6 au 12e tour (vitesse moyenne : 211,068 km/h).

#### Évolution du record du tour en course
Le meilleur tour ne fut amélioré qu'à deux reprises au cours de l'épreuve.

### Tours en tête
- Jim Clark 53 tours (1-53)

## Classement général à l'issue de la course
- Attribution des points : 9, 6, 4, 3, 2, 1 respectivement aux six premiers de chaque épreuve.
- Pour la coupe des constructeurs, même barème et seule la voiture la mieux classée de chaque équipe inscrit des points.
- Seuls les six meilleurs résultats sont comptabilisés.
- Troisième du Grand Prix de France sur sa BRM, Graham Hill n'a cependant pas inscrit les quatre points associés, le pilote britannique ayant bénéficié d'une aide extérieure au départ, BRM étant également privé de ces points pour la coupe des constructeurs.
- Le règlement permet aux pilotes de se relayer sur une même voiture, les points éventuellement acquis étant alors perdus pour pilotes et constructeur[1].

| Pos. | Pilote                  | Écurie  | Points | MON | BEL | NL | FRA | GBR | ALL | ITA | USA | MEX | AFS |
| ---- | ----------------------- | ------- | ------ | --- | --- | -- | --- | --- | --- | --- | --- | --- | --- |
| 1    | Jim Clark               | Lotus   | 27     | -   | 9   | 9  | 9   |     |     |     |     |     |     |
| 2    | Dan Gurney              | Brabham | 12     | -   | 4   | 6  | 2   |     |     |     |     |     |     |
| 3    | Richie Ginther          | BRM     | 11     | 6   | 3   | 2  | -   |     |     |     |     |     |     |
| 4    | Bruce McLaren           | Cooper  | 10     | 4   | 6   | -  | -   |     |     |     |     |     |     |
| 5    | Graham Hill             | BRM     | 9      | 9   | -   | -  | -   |     |     |     |     |     |     |
| 6    | Tony Maggs              | Cooper  | 8      | 2   | -   | -  | 6   |     |     |     |     |     |     |
| 7    | John Surtees            | Ferrari | 7      | 3   | -   | 4  | -   |     |     |     |     |     |     |
| 8    | Innes Ireland           | BRP     | 3      | -   | -   | 3  | -   |     |     |     |     |     |     |
|      | Jack Brabham            | Brabham | 3      | -   | -   | -  | 3   |     |     |     |     |     |     |
| 10   | Joakim Bonnier          | Cooper  | 2      | -   | 2   | -  | -   |     |     |     |     |     |     |
| 11   | Trevor Taylor           | Lotus   | 1      | 1   | -   | -  | -   |     |     |     |     |     |     |
|      | Carel Godin de Beaufort | Porsche | 1      | -   | 1   | -  | -   |     |     |     |     |     |     |
|      | Ludovico Scarfiotti     | Ferrari | 1      | -   | -   | 1  | -   |     |     |     |     |     |     |
|      | Jo Siffert              | Lotus   | 1      | -   | -   | -  | 1   |     |     |     |     |     |     |

| Pos. | Écurie         | Points | MON | BEL | NL | FRA | GBR | ALL | ITA | USA | MEX | AFS |
| ---- | -------------- | ------ | --- | --- | -- | --- | --- | --- | --- | --- | --- | --- |
| 1    | Lotus-Climax   | 28     | 1   | 9   | 9  | 9   |     |     |     |     |     |     |
| 2    | Cooper-Climax  | 16     | 4   | 6   | -  | 6   |     |     |     |     |     |     |
| 3    | BRM            | 14     | 9   | 3   | 2  | -   |     |     |     |     |     |     |
| 4    | Brabham-Climax | 13     | -   | 4   | 6  | 3   |     |     |     |     |     |     |
| 5    | Ferrari        | 7      | 3   | -   | 4  | -   |     |     |     |     |     |     |
| 6    | BRP-BRM        | 3      | -   | -   | 3  | -   |     |     |     |     |     |     |
| 7    | Porsche        | 1      | -   | 1   | -  | -   |     |     |     |     |     |     |
|      | Lotus-BRM      | 1      | -   | -   | -  | 1   |     |     |     |     |     |     |

## À noter
- 6e victoire en championnat du monde pour Jim Clark.
- 2e chelem consécutif (et 3e de sa carrière) en championnat du monde pour Jim Clark (pole position, meilleur tour en course, victoire et GP mené de bout en bout).
- 11e victoire en championnat du monde pour Lotus en tant que constructeur.
- 25e victoire en championnat du monde pour Climax en tant que motoriste.
- Graham Hill est pénalisé d'une minute pour avoir reçu une aide extérieure. Il se classe néanmoins 3e, mais les 4 points correspondants ne lui sont pas attribués.